# Cincinnobotrys
Cincinnobotrys är ett släkte av tvåhjärtbladiga växter. Cincinnobotrys ingår i familjen Melastomataceae.
Kladogram enligt Catalogue of Life:
| Cincinnobotrys | \| \| Cincinnobotrys acaulis \| \| \| \| \| \| Cincinnobotrys felicis \| \| \| \| \| \| Cincinnobotrys letouzeyi \| \| \| \| \| \| Cincinnobotrys oreophila \| \| \| \| \| \| Cincinnobotrys pulchella \| \| \| \| \| \| Cincinnobotrys speciosa \| \| \| \| |
|                | \| \| Cincinnobotrys acaulis \| \| \| \| \| \| Cincinnobotrys felicis \| \| \| \| \| \| Cincinnobotrys letouzeyi \| \| \| \| \| \| Cincinnobotrys oreophila \| \| \| \| \| \| Cincinnobotrys pulchella \| \| \| \| \| \| Cincinnobotrys speciosa \| \| \| \| |
|                | Cincinnobotrys acaulis |
|                | |
|                | Cincinnobotrys felicis |
|                | |
|                | Cincinnobotrys letouzeyi |
|                | |
|                | Cincinnobotrys oreophila |
|                | |
|                | Cincinnobotrys pulchella |
|                | |
|                | Cincinnobotrys speciosa |
|                | |